# E25A (Ecuador)
Die E25A oder Troncal de la Costa Alterna (Alternative der Troncal de la Costa) ist eine Nationalstraße 1. Ordnung in Ecuador. Die Straße führt südlich an Santo Domingo de los Colorados vorbei und ist rund 10 Kilometer lang.
Die E25A zweigt im Südwesten der Stadt von der E25 (Troncal de la Costa; Abschnitt Quevedo–Santo Domingo) ab und verläuft zunächst in südöstlicher Richtung, bevor sie nach Nordosten abknickt. Wenig später kreuzt sie den Rio Verde und verläuft fortan nahezu geradlinig in nordöstlicher Richtung weiter, bis sie östlich von Santo Domingo und unweit des Río Toachi mit einem planfreien Anschluss an der E20 (Transversal Norte; Abschnitt Santo Domingo–Quito) endet. Die E25A ist somit eine kürzere Verbindung zwischen Troncal de la Costa und Transversal Norte als die direkte Kreuzung beider Nationalstraßen über den Redondel Sueño de Bolívar im Norden Santo Domingos.
Die Straße trägt auf ihrer kompletten Länge den Namen Avenida Cooperativismo und ist durchgehend vierstreifig ausgebaut.